# Кимпія (Караш-Северін)
Кимпія (рум. Câmpia) — село у повіті Караш-Северін в Румунії. Входить до складу комуни Сокол.
Село розташоване на відстані 373 км на захід від Бухареста, 61 км на південний захід від Решиці, 100 км на південь від Тімішоари.

## Населення
За даними перепису населення 2002 року у селі проживали 643 особи.
Національний склад населення села:
| Національність | Кількість осіб | Відсоток |
| -------------- | -------------- | -------- |
| серби          | 335            | 52,1%    |
| румуни         | 289            | 44,9%    |
| угорці         | 14             | 2,2%     |

Рідною мовою назвали:
| Мова      | Кількість осіб | Відсоток |
| --------- | -------------- | -------- |
| сербська  | 339            | 52,7%    |
| румунська | 286            | 44,5%    |
| угорська  | 13             | 2,0%     |